# 延庆硅化木国家地质公园
延庆硅化木国家地质公园，位于北京市延庆区东北部的白河两岸。该公园以形成于距今1.4億至1.8亿年间的上侏罗纪硅化木为特征。

## 简介

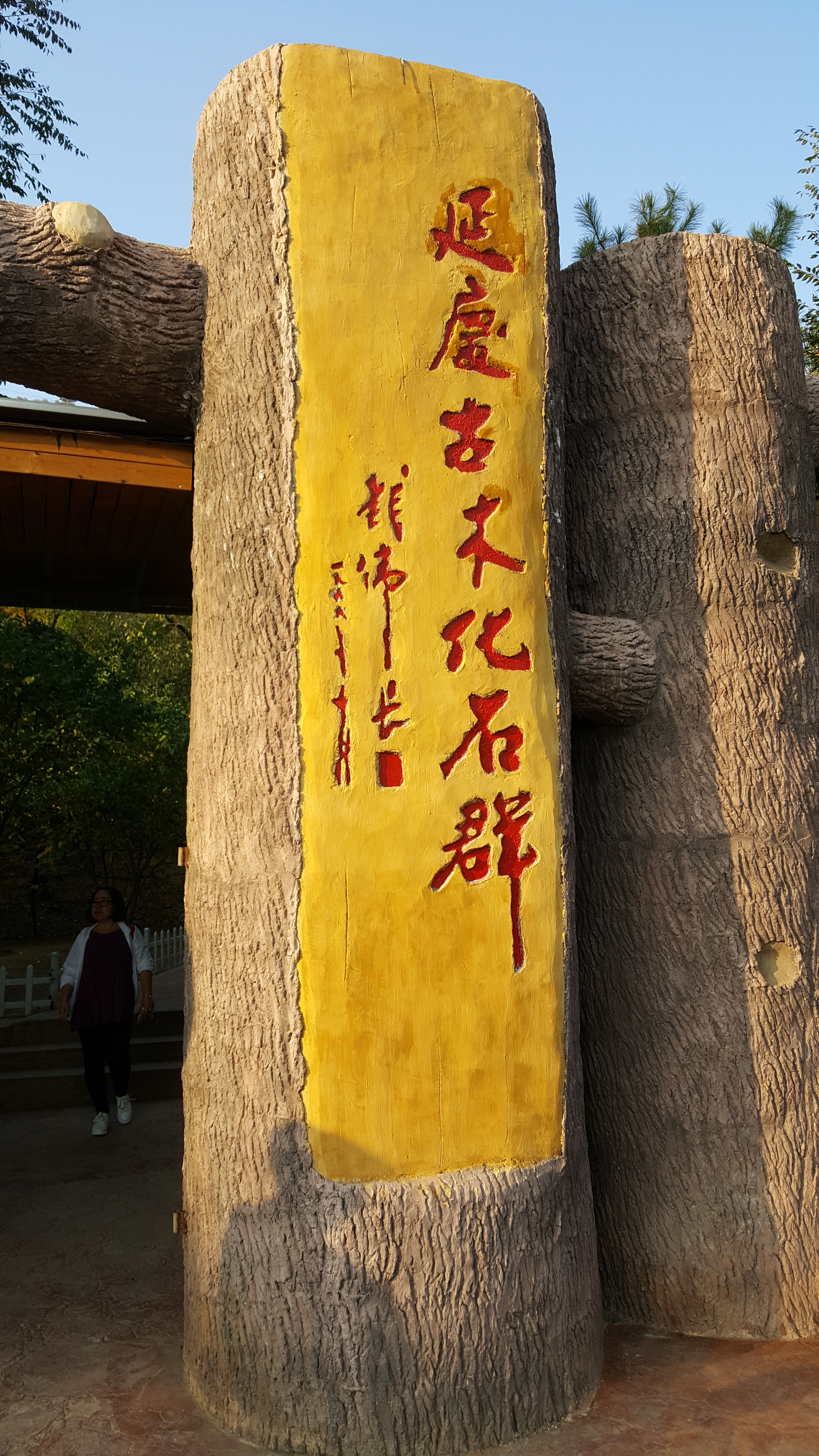
公园大门

延庆硅化木国家地质公园四面环山，西南距离延庆區城區大约30公里，距离北京城大约100公里。该公园东邻怀柔区，西、北和河北省赤城县相互接壤，南面为延庆盆地。该公园沿着白河两岸分布，南北宽6至8公里，东西长26公里，总面积大约226平方公里。
延庆硅化木群位于该公园东部的千家店镇下德龙湾村的白河两岸，化石产于距今1.4億至1.8亿年间的上侏罗统土城子组一、二段地层，如今裸露地表的硅化木有57株，化石的纹理清晰，质地十分坚硬，年轮可辨。表面多呈浅褐黄色或者灰白色，新鲜的切面多是灰黑色，形态像树干被锯断的树桩，一般而言直径0.6至1.5米，最大直径2.5米，多数垂直于地面，露出地面的部分一般高0.4至0.5米，最高的有1米多，少量横卧或者倾斜，最长达15米。2001年，作为“木化石群”被列为北京市文物保护单位，《北京市第六批文物保护单位说明》中称其“分布在辛栅子大约东西400米，南北1500米范围内。以松柏类为主的硅胶木化石，属距今一亿三千万年左右的侏罗纪晚期，对于研究地质变化、环境变迁具有重要价值”。
该公园西侧的白河堡水库以北的东边村一带，以及白河堡水库以东600米处，分布有零星的硅化木，地层也是上侏罗统土城子组一、二段地层。此外，花盆村以东1.5公里处，花盆—河北省公路旁边，有赋存动植物化石地层的岩性为上侏罗统土城子组灰绿色细砂岩，距今1.4亿年。露出的硅化木多为化石碎片和岩石固结。同时，另有双壳类动物化石，主要包括禄丰珠蚌、葛氏珠蚌、蒙阴蚌等，以珠蚌属为主。化石单、双壳都有，壳瓣一般保存较为完整。
延庆硅化木群数量多，保存完整，全部产自原生层位，为中国东部交通方便地区成片保存硅化木的唯一产地。该公园还有动植物化石类、地貌景观、矿产遗迹、构造形迹、水文景观、自然生态旅游地、民俗风情、人文景观等等。